# پری‌شاهرخ زرد
پری‌شاهرخ زرد (نام علمی: Icterus nigrogularis) نام یک گونه از سرده پری‌شاهرخ بر جدید است.